# Oligota fungicola
Oligota fungicola – gatunek chrząszczy z rodziny kusakowatych i podrodziny Aleocharinae.
Gatunek ten opisany został w 1976 roku przez S.A. Williamsa.
Chrząszcz o ciele długości 1 mm i szerokości 0,4 mm, ubarwionym żółtobrązowo z ciemnobrązową głową. Punktowanie głowy i przedplecza jest wyraźne, a pokryw dość silne i gęste. Odwłok jest węższy niż przód ciała i ma na całej długości delikatnie zaokrąglone boki. Powierzchnię tergitów zdobią drobne guzki, a tych od trzeciego do piątego także krótkie żeberka. Piąty tergit jest mniej więcej tak długi jak szósty.
Owad endemiczny dla Nowej Zelandii.